# Ян Довгерд
Ян Довгерд (Довгирд; ум. около 1443) — литовский боярин, маршалок дворный Витовта (1424), воевода виленский (не позже 1433—1442/1443). Возможно, он же назван Довгирдом Сакулевичем, который упоминается в конце XIII — начале XIV веков.

## Биография
Представитель боярского рода Довгирдов. 18 января 1401 года Ян Довгерд упоминается в акте Виленской унии между Польшей и Великим княжеством Литовским. В 1424 году он занимал должность маршалка двора великого князя литовского Витовта. В конце правления Витовта получил должность старосты (наместника) в Каменце-Подольском. Вероятно, был близким родственником дубинскому старосте Станиславу Саку.
Осенью 1430 года после смерти Витовта староста подольский Ян Довгерд был выманен на переговоры из Каменца-Подольского братьями Теодором, Михаилом и Мужило (Михаилом «Мужило») Бучацкими, Яном Грицко Кердеем, которые его схватили и связали. После ареста Яна Довгерда Бучацкие захватили Каменец-Подольский и все остальные подольские замки, присоединив их к польской короне. В 1430—1434 годах занимал должность старосты луцкого.
В 1433 году Ян Довгерд получил должность воеводы виленского от великого князя литовского Сигизмунда Кейстутовича, став его ревностным сторонником. Участвовал в подписании польско-литовских уний в Тракае (20 февраля 1433) и Гродно (27 февраля 1437). В июле 1434 года в качестве посла Сигизмунда Кейстутовича ездил на коронацию Владислава III в Краков. В 1435 году участвовал в переговорах с Тевтонским орденом и подписании Брест-Куявского мира.
В 1440 году воевода виленский Ян Довгерд вместе с воеводой трокским Петром Лелюшем и князьями Чарторыйскими принял участие в заговоре против великого князя литовского Сигизмунда Кейстутовича, который был убит в Тракайском замке 20 марта того же года. После гибели Сигизмунда Кейстутовича Ян Довгерд и Пётр Лелюш заняли замки в Вильно и Тракае, присягнув на верность Свидригайло как новому великому князю литовскому. Однако большинство литовских магнатов отказалось поддержать кандидатуру Свидригайло и признало новым великим князем литовским польского королевича Казимира Ягеллончика. Вместе с виленским епископом Матфеем и каштеляном виленскими Яном Остиком встречал Казимира Ягеллончика во время его приезда в Вильно. После вступления на престол Казимира Ян Довгерд сохранил за собой должность воеводы виленского. В январе 1442 года Ян Довгерд вместе с воеводой трокским Яном Гаштольдом участвовал в виленском съезде.

## Семья
Известны два его сына и дочь:
- Михаил Довгирдович, который выступал свидетелем заключения в 1432 году Кристмемельскому договора Свидригайло с Тевтонским орденом.

- Андрей Довгирдович, упоминается в документах 1454-1461 годов, был владельцем имений в Литве, пан в «Свиранах и Лынтупах».
- Анна Довгирдовна - была замужем за Юшком Гойцевичем, вторым браком - за Иваном Ильиничем.